# 伊图尔维德宫
伊图尔维德宫（Palacio de Iturbide）是墨西哥城历史中心的一座大型宫殿，位于马德罗大街17号。这座宫殿得名于阿古斯汀·伊图尔维德，他曾居住在此，墨西哥第一帝国从西班牙独立后，他也是在此接受皇冠。今天，修复后的建筑更名为“巴纳梅文化宫”（“Palacio de Cultura Banamex.”）。

## 历史
西班牙征服之后，该地点曾是西班牙王室授予冈萨罗·华雷斯·德科尔多瓦的土地的一部分。 在17世纪之前，这里一直是一座修女院，直到她们将土地出售给贝里奥·萨尔迪瓦尔。
伊图尔维德宫是由圣马特奥·瓦尔帕莱索伯爵建造。他的财富来自采矿业和畜牧业，还曾担任墨西哥城市长。据称，他建造宫殿，作为送给女儿的结婚嫁妆，其价值相当于10万比索， 以阻止他的新女婿，西西里的蒙卡达侯爵，挥霍他女儿的财富。它是仿照巴勒莫的王宫建造。这对夫妇的儿子不愿意住在宫殿里，而是把它提供给来访的显要人物，比如总督费利克斯·卡列哈和后来的阿古斯汀·伊图尔维德。在这座宫殿的阳台上，伊图尔维德接受了成为墨西哥脱离西班牙独立后的第一位皇帝的提议。在他统治期间（1821-1823），他住在这里，把这座房子用作皇宫。
19世纪，矿业学院设于该建筑内。1855年，它被改建为一家酒店，使用了100多年。
1965年，该建筑由墨西哥国家银行收购并修复。1972年，它成为墨西哥国家银行文化基金会的所在地。2002至2004年间，墨西哥国家银行文化基金会对这座建筑进行了重大修复工作。重新开放后，名为“巴纳梅文化宫”（“Palacio de Cultura Banamex.”），举办了许多临时艺术展览，以及成人和儿童艺术讲习班。

## 建筑

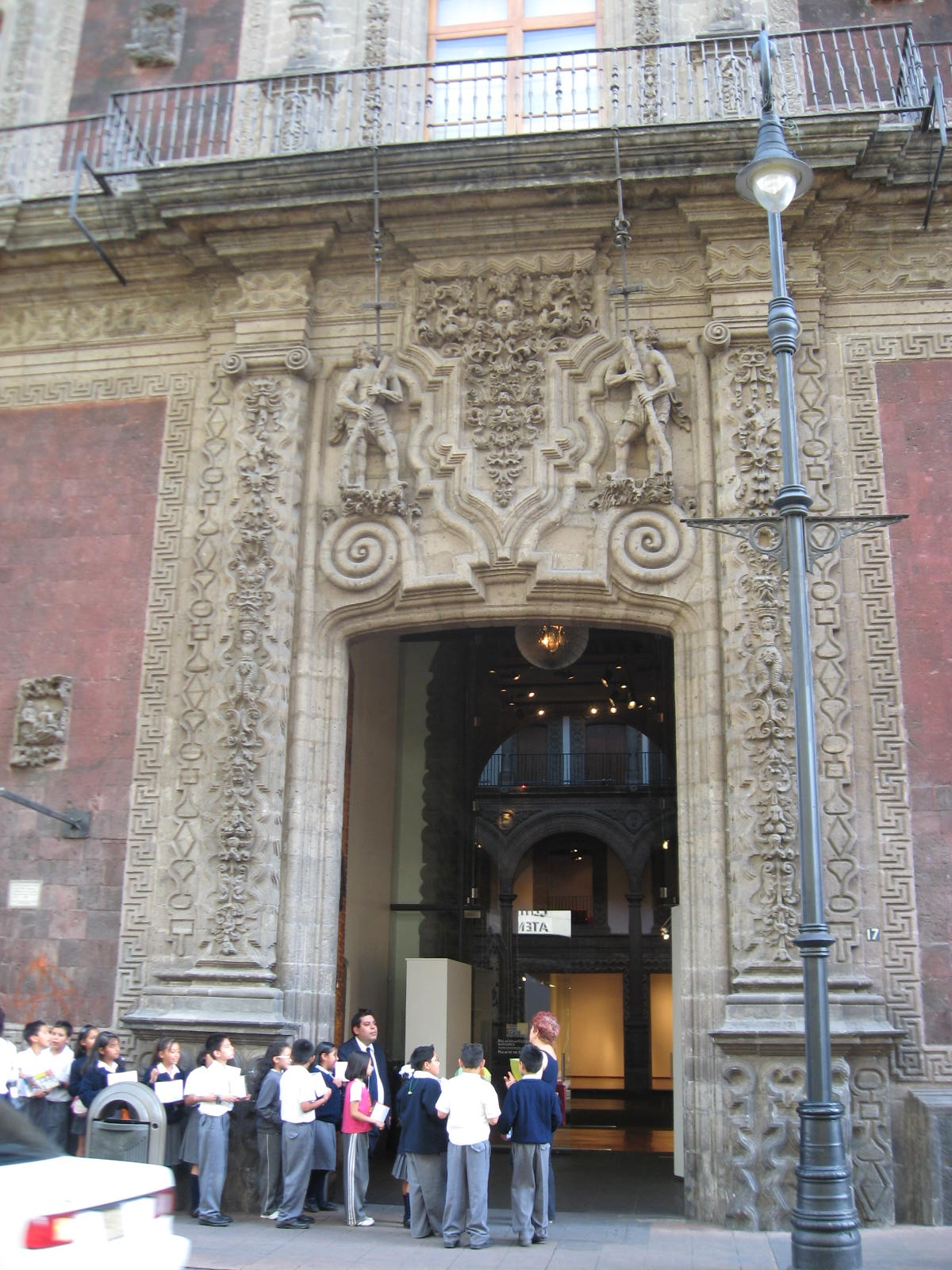

这是一座墨西哥巴洛克式建筑，建于1779-1785年，由弗朗西斯科·安东尼奥·格雷罗和托雷斯设计，阿古斯丁·杜兰完成。 建筑有三个楼层和一个夹层，显示意大利对其巴洛克风格设计的影响。立面使用火山岩和坎特拉石 ，其两端有两座加固的塔楼。中央凉廊现在不对公众开放。立面用雕刻的石头装饰，刻有几何图案以及花朵、美人鱼和优雅的男性形象. 在内部，门廊有一个拱形屋顶。从大拱门，通往装饰着几何图形的庭院。 庭院由18座拱门环绕，由托斯卡纳圆柱支撑。